# الثقافة والإدراك الاجتماعي
تشير الثقافة والإدراك الاجتماعي إلى العلاقة بين الثقافة الإنسانية وإمكانيات البشر المعرفية. وتتناول فكرة تطور المعارف الثقافية أن إمكانيات البشر المعرفية الفريدة ليست ناتجة عن التوارث البايولوجي فحسب، بل اعتمدت بشكل كبير على الانتقال والتطور الثقافي. (توماسيلو، 1999). يفصل بين الإنسان الحديث والبشرانيات ستة ملايين عام من التطور. ويجادل دعاة التطور الثقافي أن هذه الفترة الزمنية من التطور البايولوجي ليست طويلة كفاية ليحسن خلالها الإنسان قدراته المعرفية فيصنع الأدوات ويستخدم اللغة ويبني المجتمعات. فالتطور البايولوجي وحده لا يمكن أن ينتج كل هذه القدرات المعرفية بهذه المدة الزمنية. إذ لا بد أن البشر قد طوروا القدرة على التعلم عبر الانتقال الثقافي (توماسيلو، 1999). وهذا يعطي تفسيرا معقولا يتناسب مع الفترة المذكورة. فبدلاً من التصنيف الاحيائي لكل ميكانيكية ادراكية تميز الإنسان الحديث عن أقربائه السابقين، يمكننا تسجيل التكيف البايولوجي للتعلم الثقافي. إذ بحسب هذه الرؤية، فإن القدرة على التعلم عبر الانتقال الثقافي هي ما يميز الإنسان عن غيره من الرئيسيات. (توماسيلو، 1999). يسمح الإنتقال الثقافي بتراكم المعارف الموجودة وإحراز التقدم الجمعي وهذا ما يعرف بتأثير السقاطة الذي يشير ببساطة إلى طريقة البشر المستمرة برفد المعارف الموجودة عبر التعديلات والتحسينات. إن هذه القدرة الاستثنائية هي ما يميز البشر عن الرئيسيات ذات الصلة الذين يبدو أنهم بنوا المعرفة فردياً، فخبرة حيوان ما لم تبنى على معارف بناها ممن جاؤوا قبله كما لم تتطور هذه الخبرة عبر الزمن وهاذ الخبره متعلقه جدا بالانسان الواعي والمدرك للشياء .

## التعلم الثقافي والتثاقف
يعرَف التعلم الثقافي بكيفية تعلم الأفراد وتثقفهم عن المعلومات، ومعالجتها وتمرير ما تعلموها. يتضمن الانتقال الثقافي للبشر التعلم بالتقليد (النمذجة) والنعلم الإرشادي والتعلم التعاوني. ويمكن تعريف كل واحدة منها كالآتي:
- التعلم بالتقليد (النمذجة): ويعني اكتساب المعلومات عبر ملاحظة الآخرين وتقليدهم.
- التعلم الإرشادي: وهو اكتساب المعلومات بالتعلم المباشر من الآخرين.
- التعلم التعاوني: ويقصد به اكتساب المعلومات عبر التعاون مع الآخرين.